# Taracòpters
Els taracòpters (Tarachoptera) són un ordre extint d'insectes endopterigots. Va ser descrit l'any 2017 per May et al. Fins al 2021, només comptava amb 10 espècies descrites, totes trobades atrapades en ambre de Birmània. Com en els lepidòpters, també presenten escates a les ales. Actualment es considera l'ordre més basal del superordre dels amfiesmenòpters.